# Залог-при-Моравчах
Залог-при-Моравчах (словен. Zalog pri Moravčah) — поселення в общині Моравче, Осреднєсловенський регіон, Словенія. 
Висота над рівнем моря: 384,2 м.